# Protankyra
Protankyra is een geslacht van zeekomkommers uit de familie Synaptidae.

## Soorten
- Protankyra aculeata (Théel, 1886)
- Protankyra assymmetrica (Ludwig, 1875)
- Protankyra autopista (Marenzeller von, 1881)
- Protankyra bankensis (Ludwig, 1875)
- Protankyra benedeni (Ludwig, 1881)
- Protankyra bidentata (Woodward & Barrett, 1858)
- Protankyra bipedata H.L. Clark, 1924
- Protankyra brychia (Verrill, 1885)
- Protankyra buitendijki Rowe, 1983
- Protankyra conferta Koehler & Vaney, 1905
- Protankyra denticulata Koehler & Vaney, 1905
- Protankyra dubia Cherbonnier, 1964
- Protankyra errata Koehler & Vaney, 1905
- Protankyra grayi Pawson, 1967
- Protankyra inflexa Koehler & Vaney, 1905
- Protankyra insolens (Théel, 1886)
- Protankyra javaensis Heding, 1928
- Protankyra kagoshimensis Ohshima, 1915
- Protankyra ludwigii (Sluiter, 1890)
- Protankyra magnihamula Heding, 1928
- Protankyra multidentata Cherbonnier, 1965
- Protankyra panningi Heding, 1931
- Protankyra petersi (Semper, 1868)
- Protankyra picardi Cherbonnier, 1988
- Protankyra pseudodigitata (Semper, 1867)
- Protankyra ramiurna Heding, 1928
- Protankyra rigida Pawson, 1965
- Protankyra rodea (Sluiter, 1890)
- Protankyra scaphia O'Loughlin & Ong, 2015
- Protankyra similis (Semper, 1867)
- Protankyra suensoni Heding, 1928
- Protankyra suroitae Cherbonnier, 1980
- Protankyra suspecta Sluiter, 1901
- Protankyra tristis Koehler & Vaney, 1905
- Protankyra tuticorenensis James, 1982
- Protankyra verrilli (Théel, 1886)